# 大通镇 (南充市)
大通镇，是中华人民共和国四川省南充市嘉陵区下辖的一个乡镇级行政单位。2019年10月，撤销天星乡和新庙乡，将其所属行政区域划归大通镇管辖。

## 行政区划
大通镇下辖以下地区：
檬东场社区、陈滩子村、车水湾村、三木桥村、泥池坝村、安宁寺村、支家坝村、阎王沟村、泥土地村、谢家嘴村、芝麻湾村、龙孔沟村、龙台寺村、玉村沟村、石佛寺村、赵子河村、泥新店村、安国院村、三洞碑村、范村沟村、篦子桥村、龙池院村、梓潼庙村和大沟头村。